# Národní park Aketajawe-Lolobata
Národní park Aketajawe-Lolobata je národní park nacházející se na Halmaheře, největším ostrově indonéské provincie Severní Moluky. BirdLife International považuje tento park za životně důležitý pro přežití některých endemitních druhů ptáků. Oblast o rozloze asi 167 300 hektarů byla za národní park vyhlášena roku 2004.

## Poloha
Národní park se nachází na severu ostrova Halmahera (Severní Moluky), který je součástí oblasti Wallacea tvořící přechodnou zónu mezi indomalajskou a australskou oblastí.

## Příroda
Park je tvořen převážně nížinatými a horskými tropickými deštnými lesy. Je zde vysoká biologická rozmanitost, rozdou zde například damaroně (Agathis), kalaba obvejčitá (Calophyllum inophyllum), Octomeles sumatrana, ledvinovníkovitý strom Koordersiodendron pinnatum, dále Pometia pinnata (mýdelníkovité), Intsia bijuga (bobovité) či Palaquium obtusifolium.
Z celkem 51 druhů savců v Severních Molukách ostrov Halmahera obývá 28. Sedm z nich je pro tento region jedinečných a jeden druh kuskuse (Phalanger ornatus) je endemitní pro ostrov.
Z celkem 243 druhů ptáků v Severních Molukách bylo na ostrově Halmahera zaznamenáno 211, z toho 24 se nevyskytuje nikde jinde na světě. Lze mezi ně zařadit rajku vlajkovou (Semioptera wallacii), housenčíka halmaherského (Coracina parvula), ledňáčka halmaherského (Todiramphus funebris) a moluckého (Todiramphus diops), kakadua bílého (Cacatua alba), chřástala halmaherského (Habroptila wallacii), žluvu moluckou (Oriolus phaeochromus), jestřába halmaherského (Accipiter henicogrammus), tabona Freicinetova (Megapodius freycinet), vránu hrubozobou (Corvus macrorhynchos), holuba moluckého (Ptilinopus hyogastrus), pitu obrovskou (Pitta maxima) a mandelíka azurového (Eurystomus azureus).
Z herpetofauny lze jmenovat žáby Callulops dubius, Cophixalus montanus či agamy.
Další endemitní fauna zahrnuje 2 druhy kobylek, 3 druhy vážek, 1 druh motýla a 20 druhů měkkýšů.

## Lidské osídlení
V parku žije skupina polokočovné komunity známé jako Tebelo Dalam. Jejich počet se odhaduje na 2 000.

## Ochrana
Již roku 1981 bylo navrženo vytyčení čtyř chráněných oblastí: Aketajawe, Lolobata, Saketa a Gunung Gamkonora. Průzkum BirdLife International mezi lety 1994 a 1996 určil Aketajawe-Lolobata jako významné ptačí území.
Roku 1995 byly oblasti Aketajawe a Lolobata navrženy jako národní park. Národní park s celkovou rozlohou 167 300 ha byl deklarován roku 2004 a zahrnuje lesy Aketajawe (77 100 ha) v distriktech Centrální Halmahera a Kota Tidore Kepulauan; a lesy Lolobata (90 200 ha) v distriktu Východní Halmahera.
Park je ohrožen nelegální těžbou a také nelegálním kácením porostů. Během let 1990 až 2003 zalesnění Severních Moluk pokleslo z původních 86 % na méně než 70 %. Mnohé z postižených lesů byly nížinné.